# 小行星5857
小行星5857（英語：5857 Neglinka）是一颗围绕太阳公转的小行星。1975年10月3日，柳德米拉·切爾尼赫在克里米亚发现了此天体。
这颗小行星的绝对星等为193.33924等。